# Pena di morte nelle Tonga
La pena di morte nelle Tonga è prevista per taluni reati, ma non è applicata dagli anni ottanta. Amnesty International di fatto inserisce Tonga fra i paesi abolizionisti.
Tonga adotta l'impiccagione come metodo di esecuzione. L'ultima esecuzione risale al 7 settembre 1982, quando tre uomini, Flatoti Sole, Livingi Sole e Fili Esau, furono impiccati dopo aver commesso un omicidio nel villaggio di Vaini.
Il governo la considerò abolita per prassi, ma decise la reintroduzione.
Nel 2008 Tonga ha votato contro la moratoria universale della pena di morte nell'Assemblea generale delle Nazioni Unite.